# 阿拜歌剧院
阿拜歌剧院（英语：Abay Opera House）(羅馬化：Abaı atyndaǵy qazaq memlekettik akademııalyq opera jáne balet teatry)是一座位于哈萨克斯坦最大城市阿拉木图的剧院，建于1933 - 1941年。剧院建筑结合了新古典主义风格和哈萨克民族特色装饰。1945年以哈萨克斯坦诗人，作曲家和哲学家阿拜·库南巴耶夫的名字命名。